# Cassange
Cassange é um bairro brasileiro localizado na cidade de Salvador, na Bahia.
No macrozoneamento do município, o bairro está situado na Prefeitura-Bairro IV, Itapuã/Ipitanga, conforme o Plano Diretor de Desenvolvimento Urbano de Salvador de 2016. Na versão anterior, de 2007, estava situado na Região Itapuã, Região Administrativa (RA) X.

## Demografia
Foi listado como um dos bairros mais perigosos de Salvador, segundo dados do Instituto Brasileiro de Geografia e Estatística (IBGE) e da Secretaria de Segurança Pública (SSP) divulgados no mapa da violência de bairro em bairro pelo jornal Correio em 2012. Ficou entre os mais violentos em consequência da taxa de homicídios para cada cem mil habitantes por ano (com referência da ONU) ter alcançado o nível mais negativo, com o indicativo "mais que 90", sendo um dos piores bairros na lista.